# Terinos bangueyana
Terinos bangueyana är en fjärilsart som beskrevs av Hans Fruhstorfer 1912. Terinos bangueyana ingår i släktet Terinos och familjen praktfjärilar. Inga underarter finns listade i Catalogue of Life.